# Художня гімнастика на літніх Олімпійських іграх 2024
Змагання з художньої гімнастики на літніх Олімпійських іграх 2024 року відбудуться з 8 по 10 серпня у Парижі, Франція, де було розіграно два комплекта медалей.

## Медальний залік
*   Країна-господарка (Франція)
| Місце               | Країна              | Золото | Срібло | Бронза | Загалом |
| ------------------- | ------------------- | ------ | ------ | ------ | ------- |
| 1                   | Китай               | 1      | 0      | 0      | 1       |
| 1                   | Німеччина           | 1      | 0      | 0      | 1       |
| 3                   | Ізраїль             | 0      | 1      | 0      | 1       |
| 3                   | Болгарія            | 0      | 1      | 0      | 1       |
| 5                   | Італія              | 0      | 0      | 2      | 2       |
| Загалом (5 збірних) | Загалом (5 збірних) | 2      | 2      | 2      | 6       |

## Медалісти
| Дисципліна          | Золото                                                                    | Срібло                                                                         | Бронза                                                                                      |
| ------------------- | ------------------------------------------------------------------------- | ------------------------------------------------------------------------------ | ------------------------------------------------------------------------------------------- |
| Групові детальніше  | Китай (CHN) Жангхуанг Хуанг Ксіняй Дінг Ланджінг Ванг Ксіксі Гуо Тінг Гао | Ізраїль (ISR) Шані Баканов Адар Фрідман Ромі Паріцькі Офір Шахам Діана Сверцов | Італія (ITA) Лаура Паріс Мартіна Центофанті Агнес Дуранті Алессія Мауреллі Даніела Могуріан |
| Особисті детальніше | Дар'я Варфоломеєв (GER)                                                   | Боряна Калейн (BUL)                                                            | Софія Раффаелі (ITA)                                                                        |